# Pteropus tuberculatus
Pteropus tuberculatus är en däggdjursart som beskrevs av Peters 1869. Pteropus tuberculatus ingår i släktet Pteropus och familjen flyghundar. IUCN kategoriserar arten globalt som akut hotad. Inga underarter finns listade.
Denna flyghund förekommer bara på ön Vanikolo som tillhör Salomonöarna. Den senaste observationen är från 1930-talet. Per kull föds en unge.